# Tabún
El Tabún es un arma química de guerra creada por el hombre y clasificada como un agente nervioso. Los agentes nerviosos son los agentes químicos de guerra más tóxicos y de más rápido efecto que se conocen. Son parecidos a los pesticidas organofosforados debido a la forma en que actúan y a los efectos dañinos que producen. Sin embargo, los agentes nerviosos son mucho más potentes que los pesticidas organofosforados.
El tabún fue desarrollado originalmente como pesticida en 1936 en Alemania. También se conoce como "GA" y es un líquido claro, incoloro e insípido (sin sabor) que tiene un ligero olor a frutas. El tabun puede convertirse en vapor si se calienta y no se encuentra en forma natural en el ambiente.

## Efectos sobre los humanos
El tabún, como muchos otros agentes nerviosos, es  casi irreversible, y provoca por lo tanto notables efectos colinérgicos. Los efectos comienzan a aparecer entre 0,5 a 2 minutos luego de la exposición al vapor, ya sea por contacto con la piel o al ser inhalado. Según el tipo de exposición (ya sea directa o indirecta) puede generar contracciones musculares, convulsiones, estados de coma y paralización del sistema respiratorio, provocando la muerte de la persona.
Los síntomas en orden normal de aparición son: Irritación nasal, presión en el pecho, visión borrosa o crepuscular debida a la miosis, hiperhidrosis y salivación excesiva (sialorrea),  náuseas, vómitos, calambres y pérdida del control de esfínteres, temblores, sacudidas involuntarias, migraña, confusión, pérdida de la conciencia, coma, convulsiones y finalmente muerte por cese de la respiración. 
El Tabún logra efectos inhabilitantes entre uno a diez minutos, y efectos mortales antes de los 15 minutos desde su contacto o inhalación.